# Élections législatives danoises de 1981
Les élections législatives danoises de 1981 se sont déroulées le 8 décembre 1981 pour élire les 179 députés du Folketing.

## Système électoral
Les 179 députés du Folketing sont élus au suffrage universel direct pour un mandat de quatre ans via un système électoral mixte associant un scrutin proportionnel plurinominal dans le cadre de circonscriptions associé à une répartition par compensation.
Les 179 députés sont répartis comme suit, :
- 175 pour le Danemark propre ;
- 2 pour les Îles Féroé ;
- 2 pour le Groenland.

## Résultat
| Parti                                      | Tête de liste          | Votes     | %     | Députés | +/-   |       |
| ------------------------------------------ | ---------------------- | --------- | ----- | ------- | ----- | ----- |
| Social-démocratie (A)                      | Anker Jørgensen        | 1 026 726 | 32,9  | 59      | -9    |       |
| Parti populaire conservateur (C)           | Poul Schlüter          | 451 478   | 14,5  | 26      | +4    |       |
| Parti populaire socialiste (F)             | Gert Petersen (en)     | 353 373   | 11,3  | 21      | +10   |       |
| Venstre (V)                                | Henning Christophersen | 353 280   | 11,3  | 20      | -2    |       |
| Parti du progrès (Z)                       | Mogens Glistrup (en)   | 278 383   | 8,9   | 16      | -4    |       |
| Démocrates du centre (M)                   | Erhard Jakobsen        | 258 522   | 8,3   | 15      | +9    |       |
| Parti social-libéral danois (B)            | Niels Helveg Petersen  | 160 053   | 5,1   | 9       | -1    |       |
| Socialistes de gauche (Y)                  | Direction collégiale   | 82 711    | 2,7   | 5       | -1    |       |
| Chrétiens démocrates (Q)                   | Christian Christensen  | 72 174    | 2,3   | 4       | -1    |       |
| Parti de la justice (E)                    | Direction collégiale   | 45 174    | 1,4   | 0       | -5    |       |
| Parti communiste du Danemark (K)           | Jørgen Jensen (da)     | 34 625    | 1,1   | 0       | 0     |       |
| Kommunistisk Arbejderparti (R)             | Benito Scocozza        | 4 223     | 0,1   | 0       | 0     |       |
| Internationalen-Socialistisk Arbejderparti | Direction collégiale   | 2 034     | 0,1   | 0       | 0     |       |
| Participation                              | Participation          | 83,2%     | 83,2% | 83,2%   | 83,2% | 83,2% |